# Aphrophora rubra
Aphrophora rubra is een halfvleugelig insect uit de familie Aphrophoridae. De wetenschappelijke naam van deze soort is voor het eerst geldig gepubliceerd in 1894 door Capanni.